# 彭托加 (密歇根州)
彭托加姆（英語：Pentoga）是位於美國密歇根州艾昂縣斯坦博鎮區的一個非建制地區。

## 歷史
彭托加曾於1900年至1937年間擁有專屬的郵政局。此地得名自當地附近一個契皮瓦族族長之妻的暱稱「牛頭」。

## 地理
彭托加姆所處的海拔為高於海平面430米（即1411英呎），而該地所採用的時區為UTC-6，即北美中部時區（CST）。同時該地設有夏令時間，為UTC-6調快一小時，即UTC-5（CDT）。